# 舍弗勒
舍弗勒集团是一家专注驱动技术的科技公司，涉及汽车、工业等领域，2015年10月9日在德国上市。

## 历史
1946年，威廉·舍弗勒博士和乔治·舍弗勒博士创立INA公司。
1950年，带保持架的滚针轴承注册专利。
1996年，在乔治·舍弗勒博士去世后，玛利亚-伊莉莎白·舍弗勒-图曼及其子乔治· F. W.·舍弗勒继承公司。
1999年，收购LuK有限公司。
2001年，收购FAG Kugelfischer Georg Schäfer股份公司。
2008年，舍弗勒成为大陆集团最大股东。
2015年，舍弗勒首次成功公开募股。
2018年，舍弗勒收购 Elmotec Statomat 公司，推进实施电驱动战略。
2020年，舍弗勒2025战略规划发布，聚焦“创新、敏捷、高效”理念，提出全新slogan—We pioneer motion。
2023年，舍弗勒向纬湃科技发出公开要约收购，并签订业务合并协议。

## 在中国
舍弗勒1995年开始在中国投资，目前拥有1.3万名员工，在上海安亭、湖南长沙设有2个研发中心，在太仓、苏州、银川、南京、湘潭、平湖、桃园等地设有13座工厂，在北京、上海、沈阳、广州、南京、济南、成都、武汉、太原、重庆、西安、天津、大连、杭州、长沙、哈尔滨、郑州、香港、台北、台中等全国各地设有20个销售办事处。